# الدهال، شوراپور
الدهال، شوراپور (به انگلیسی: Aldhal, Shorapur) یک منطقهٔ مسکونی در هند است که در کارناتاکا واقع شده‌است.

## خصوصیات
الدهال ۲٬۰۴۸ نفر جمعیت دارد.